# Молочное (Иркутская область)
Молочное — посёлок в Черемховском районе Иркутской области России. Входит в состав Зерновского муниципального образования. Находится примерно в 22 км к юго-востоку от районного центра.

## Население
| 2002 | 2010 | 2011 | 2012 |
| ---- | ---- | ---- | ---- |
| 171  | ↘146 | →146 | ↘139 |